# Liliowe Turnie

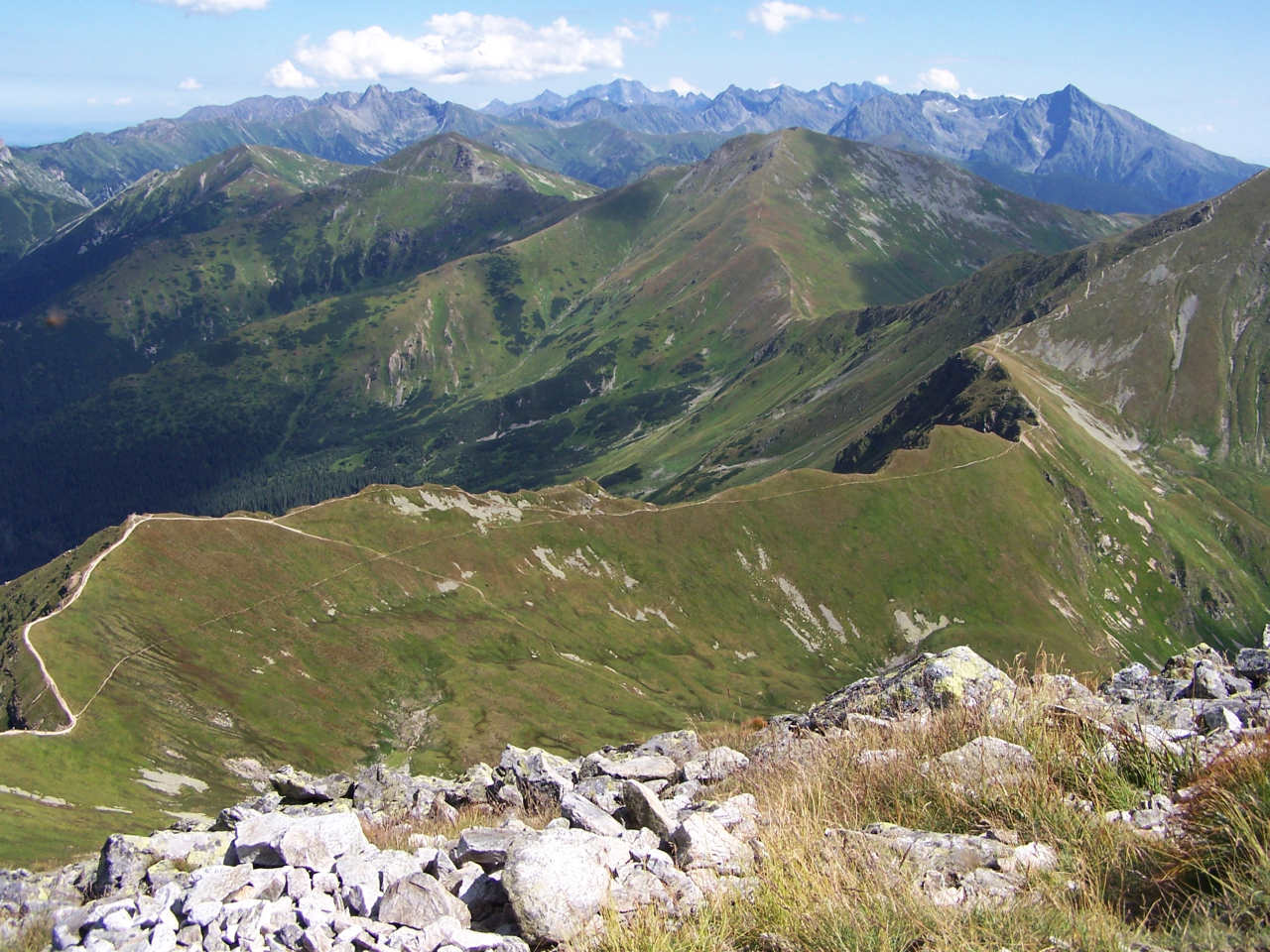
Liliowe Turnie. Z prawej zbocza Błyszcza, na lewo Kamienista, Smreczyński Wierch, Tomanowy Wierch Polski

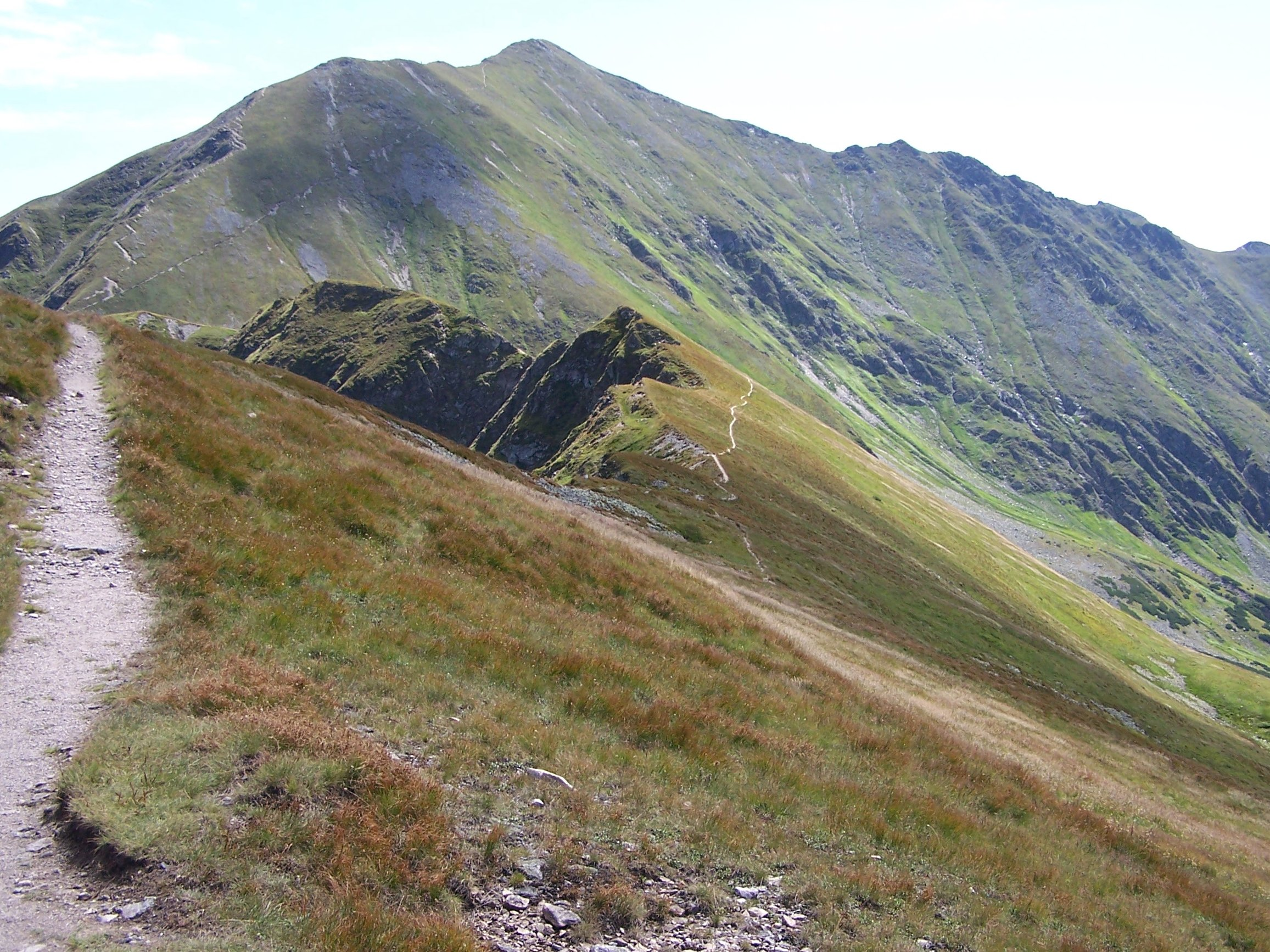
Liliowe Turnie. Z prawej zbocza Błyszcza i Bystrej

Liliowe Turnie (słow. Banisté) – odcinek grani głównej Tatr pomiędzy przełęczą Liliowy Karb a Banistą Przełęczą. Grań ta to część grani pomiędzy Starorobociańskim Wierchem a Błyszczem w Tatrach Zachodnich. Przebiega nią granica polsko-słowacka. Liliowe Turnie mają silnie postrzępioną grań, w której występuje wiele skalnych czub, buli i przełączek między nimi. Grań ta na znacznej długości pociętą jest głębokimi rowami tektonicznymi z rumowiskiem głazów na dnie. Po polskiej stronie wysokie na ok. 170 m i urwiste zbocza grani (tzw. Baniste) opadają do Doliny Pyszniańskiej. W niektórych miejscach są to prawie pionowe ściany. Po słowackiej, południowo-zachodniej stronie znacznie łagodniejsze i niskie zbocza grani opadają do Doliny Gaborowej.
Liliowe Turnie mają średnią wysokość ok. 1965 m n.p.m. Zbudowane są ze skał krystalicznych i w większości porośnięte niską murawką z sitem skuciną, którego przebarwiające się pędy już w połowie lata zabarwiają stoki na czerwonawy kolor. Ciekawa flora. M.in. na kilkuset metrach kwadratowych rośnie tutaj turzyca tęga – bardzo rzadka roślina, w Polsce występująca tylko na kilku stanowiskach w Tatrach i Sudetach. Dobre widoki na pobliski Ornak, Starorobociański Wierch, Błyszcz, Ciemniak i całą Dolinę Kościeliską, a szczególnie jej górne odgałęzienia – Dolinę Tomanową i Pyszniańską.

## Szlaki turystyczne
– czerwony, biegnący główną granią, odcinek od Pyszniańskiej Przełęczy przez Błyszcz do przełęczy Liliowy Karb. Odcinek ten jest otwarty dla turystów tylko od 15 VI do 1 XI. Czas przejścia z Błyszcza na Liliowy Karb: 30 min, z powrotem 45 min.